# Simpang Kertopati
Simpang Kertopati is een bestuurslaag in het regentschap Sarolangun van de provincie Jambi, Indonesië. Simpang Kertopati telt 559 inwoners (volkstelling 2010).